# Виставка П'ятовська
Виставка П'ятовська (рос. Выставка Пятовская) — присілок в Вілегодському районі Архангельської області Російської Федерації.
Населення становить 9 осіб. Входить до складу муніципального утворення Вілегодський муніципальний округ.

## Історія
До 2020 року входихо до складу муніципального утворення Нікольське муніципальне утворення.

## Населення
| 2002 | 2010 | 2012 |
| ---- | ---- | ---- |
| 8    | →8   | ↗9   |